# Teuraiterai Tupaia
Pour les articles homonymes, voir Tupaia.
Teuraiterai Tupaia (né le 6 février 2000 à Papeete en Polynésie française) est un athlète français spécialiste du lancer du javelot .

## Biographie
Tupaia a d'abord participé au sein de la section athlétisme d'Aorai jusqu'en 2019 en Polynésie française, puis à partir de 2020 en Métropole à l'Entente de Haute-Alsace.
En 2020, il monte sur la deuxième marche du podium à l'occasion des championnats de France élite à Albi avec un jet à 73,07 m (record personnel)
Il termine premier du concours espoir de lancer du javelot à la Coupe d'Europe des lancers 2021 à Split avec un jet à 80,46 m, une marque au dessus des 80 mètres qui n'avait plus été atteint par un lanceur français depuis 2010 et à 30 centimètres du record de France détenu par Stéphane Laporte. Il déclare forfait pour participer aux championnats d'Europe par équipes.
Il remporte le concours de javelot des championnats de France 2021 à Angers. 
Le 17 mai 2024 au meeting national d'athlétisme de Seine-et-Marne à Fontainebleau, Teuraiterai Tupaia effectue un lancer à 86,11 m à son deuxième essai et améliore de près de 4 mètres le Record de France du lancer du javelot détenu depuis 1989 par Pascal Lefèvre (82,56 m). Il réalise par ailleurs les minimas pour les Jeux olympiques de 2024,.

## Palmarès
| Date | Compétition                    | Lieu    | Résultat | Épreuve           | Marque  |
| ---- | ------------------------------ | ------- | -------- | ----------------- | ------- |
| 2021 | Coupe d'Europe des lancers U23 | Split   | 1er      | Lancer du javelot | 80,46 m |
| 2021 | Championnats d'Europe espoirs  | Tallinn | 3e       | Lancer du javelot | 78,80 m |
| 2022 | Coupe d'Europe des lancers U23 | Leiria  | 1er      | Lancer du javelot | 77,21 m |

| Date | Compétition                             | Lieu              | Résultat | Épreuve           | Marque  |
| ---- | --------------------------------------- | ----------------- | -------- | ----------------- | ------- |
| 2020 | Championnats de France                  | Albi              | 2e       | Lancer du javelot | 73,07 m |
| 2021 | Championnats de France de lancers longs | Salon-de-Provence | 1er      | Lancer du javelot | 77,62 m |
| 2021 | Championnats de France                  | Angers            | 1er      | Lancer du javelot | 79,05 m |
| 2023 | Championnats de France                  | Albi              | 3e       | Lancer du javelot | 76,24 m |
| 2024 | Meeting national d'athlétisme           | Fontainebleau     | 1er      | Lancer du javelot | 86,11 m |

## Records
| Épreuve           | Marque  | Lieu          | Date        |
| ----------------- | ------- | ------------- | ----------- |
| Lancer du javelot | 86,11 m | Fontainebleau | 17 mai 2024 |